# Jasień (jezioro w Gdańsku)
Jasień (kasz. Jezoro Nënkòwsczé, niem. Nenkauer See) – jezioro w Polsce położone w województwie pomorskim, w Gdańsku, w dzielnicy Jasień.
Jezioro rynnowe, przepływowe o powierzchni 18,5 ha, położone na wschodnim krańcu Pojezierza Kaszubskiego, w zachodniej części Gdańska, w bezpośrednim sąsiedztwie ul. Kartuskiej oraz trójmiejskiej obwodnicy.
Obecnie jezioro pełni funkcję naturalnego zbiornika retencyjnego o pojemności 264 028 m³.

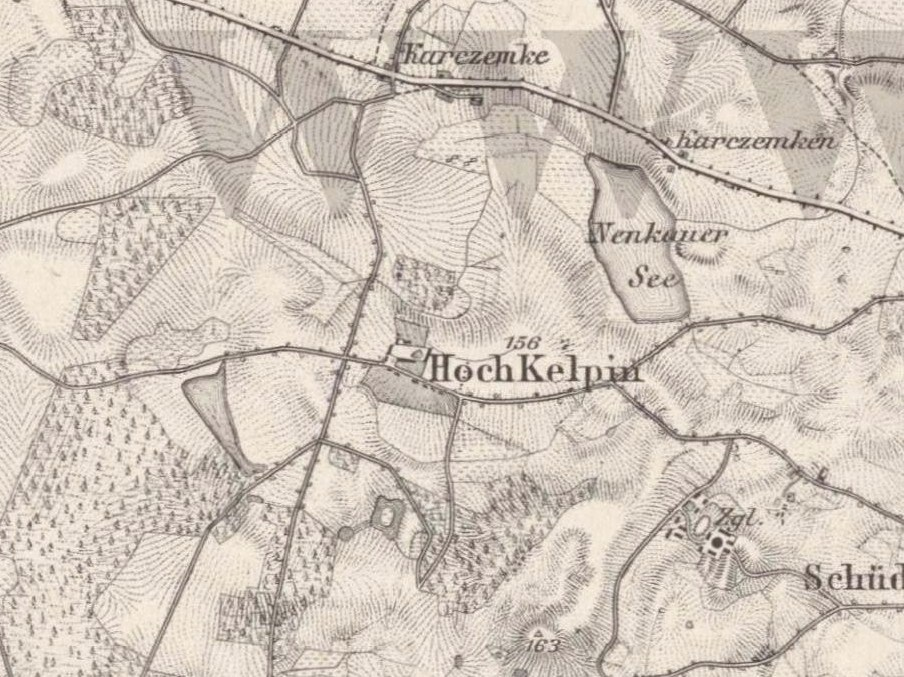
Jezioro (Nenkauer See) na mapie z 1901 roku

W średniowieczu z jeziora doprowadzano (poprzez Potok Siedlecki) wodę pitną do Gdańska. Przywilej czerpania wody nadał Gdańskowi Zygmunt I Stary.